# Brianne Tju
Brianne Tju, née le 14 juin 1998 à Chino Hills (Californie), est une actrice américaine.

## Biographie
Brianne Tju est d'origine sino-indonésienne et a grandi à Chino Hills, dans le comté de San Bernardino en Californie .
Elle a un frère et trois sœurs dont l'actrice Haley Tju.

## Carrière
De 2018 à 2019, elle incarne l'un des rôles principaux de la série horrifique pour adolescents, Light as a Feather.
En 2024, elle est à l'affiche du film Uglies, adaptation du roman dystopique de l'auteur américain Scott Westerfeld.

## Filmographie

### Cinéma
- 2009 : Super Kids : cliente #2
- 2015 : Pass the Light (en) : Mary Jane
- 2019 : 47 Meters Down: Uncaged : Alexa[6]
- 2020 : Lilly's Light : The Movie : Katie Lynn
- 2022 : Three Months : Dara
- 2022 : Gone in the Night : Greta
- 2022 : Unhuman : Ever
- 2024  : Uglies de McG : Shay

### Télévision

#### Séries télévisées
- 2007–2008 : Cory est dans la place : Haley (5 épisodes)
- 2008 : Jordan : Margaret
- 2010–2011 : Championnes à tout prix : Genji Cho (4 épisodes)
- 2010 : Sons of Tucson : Robin
- 2011 : Larry et son nombril : une fille scout
- 2012 : Sketches à gogo ! : Cassy (2 épisodes)
- 2013 : Save Me : Riley (3 épisodes)
- 2013–2014 : See Dad Run : Taylor (7 épisodes)
- 2014–2016 : Liv et Maddie : Alex (4 épisodes)
- 2015 : Les Thunderman : Joanie
- 2015 : Scream : Riley Marra (3 épisodes)[7]
- 2016 : Grey's Anatomy : Stacy
- 2017 : Famous in Love : Xu Yifei (2 épisodes)
- 2017 : Life After First Failure : Jasmine (6 épisodes)
- 2018 : 9-1-1 : Hannah
- 2018 : Love Daily : Christine
- 2018 : A.P. Bio : Dallas
- 2018–2019 : Light as a Feather : Alex Portnoy (26 épisodes)[8]
- 2019 : iZombie : Amy
- 2020 : Chicago Police Departement : Mira Davis
- 2021 : Souviens-toi... l'été dernier :  Margot (8 épisodes)
- À venir : High School : Ali

#### Téléfilms
- 2010 : Lilly's Light : Katie Lynn
- 2012 : County : Olivia
- 2015 : The Massively Mixed-Up Middle School Mystery : Gaby Perry
- 2016 : The Crooked Man : Violet